# Fairytale of New York
Fairytale of New York is een single van de Ierse folkpunk-band The Pogues uit november 1987. Het is in de eerste plaats bedoeld als een soort parodie op een echt kerstlied, en bevat daarnaast veel elementen uit de Ierse folk. Het is een duet van Shane MacGowan en Kirsty MacColl, die geen vast lid was van The Pogues maar speciaal voor deze plaat inviel.

## Achtergrond
De plaat kwam eind november 1987 eerst uit als single en verscheen hierna op het derde album van The Pogues, If I Should Fall from Grace with God (1988). De plaat behaalde in thuisland Ierland de nummer 1-positie en bereikte in het Verenigd Koninkrijk de 2e positie in de UK Singles Chart.
In Nederland werd de plaat rond kerst 1987 veel gedraaid op Radio 3 maar bereikte vreemd genoeg de Nederlandse Top 40 niet. Wél bereikte de plaat de 74e positie van de Nationale Hitparade Top 100 en stond 1 week genoteerd. In de Europese hitlijst op Radio 3, de TROS Europarade, werd géén notering behaald aangezien deze lijst op donderdag 25 juni 1987 voor de laatste keer werd uitgezonden.
In België werd géén notering behaald in zowel de voorloper van de Vlaamse Ultratop 50 als de Vlaamse Radio 2 Top 30 en de Waalse hitlijst niet bereikt. 
De plaat staat sinds de editie van december 2018 genoteerd in de jaarlijkse NPO Radio 2 Top 2000 van de Nederlandse publieke radiozender NPO Radio 2, met als hoogste notering een 252e positie in 2023.

## Ontstaan nummer
Het lied werd geschreven door Jem Finer en MacGowan. De eerste aanzet ervan was in 1985, maar de tekst werd meerdere malen herschreven en inhoudelijk aangepast, waardoor het nog een jaar of twee duurde voor het lied helemaal af was. Bassiste Cait O'Riordan zou aanvankelijk de vrouwenpartij zingen, maar zij verliet de band in 1986, waarna MacColl haar verving.
De videoclip voor het nummer werd in november 1987 opgenomen in New York (tijdens Thanksgiving). Aan het begin van het filmpje is MacGowan te zien terwijl hij aan een piano zit terwijl het lijkt alsof hij erop speelt (dit was niet echt zo). Een deel van de clip werd opgenomen op een politiebureau in Lower East Side. Ook Matt Dillon heeft een rol in de clip, als agent.
De titel is een verwijzing naar A Fairy Tale of New York, een roman uit 1973 van J. P. Donleavy.

## Thema en opbouw
Centraal staan de lotgevallen van een Iers echtpaar dat in New York hun geluk is gaan zoeken, maar ze komen van een koude kermis thuis.
Het lied zelf bestaat uit twee afzonderlijke delen. Eerst is alleen de man van het echtpaar aan het woord, als hij met Kerstmis in de drunk tank van New York opgesloten zit. Hij deelt zijn cel met een oude man die The Rare Old Mountain Dew begint te zingen, waarop de hoofdpersoon terugdenkt aan de mooie tijd die hij met zijn geliefde heeft doorgebracht. In een monoloog richt hij zich rechtstreeks tot zijn afwezige geliefde. Dan volgt het tweede deel van het lied, dat de vorm heeft van een call and response; de man en de vrouw beginnen rechtstreeks met elkaar te praten (ofschoon ze dus fysiek gescheiden moeten zijn). Ze blikken terug op hun gezamenlijke verleden met de mooie momenten (You were handsome / You were pretty, Queen of New York City), dat echter ook in het teken stond van hun beider alcoholisme en drugsverslaving. De mooie toekomst die ze samen voor ogen hadden is hierdoor nu vergooid. Ze beginnen elkaar in het volgende couplet verwijten te maken en uit te schelden.
Het verhaal speelt zich vermoedelijk tussen de jaren vijftig en de jaren tachtig van de 20e eeuw af. In de tekst komt een terloopse verwijzing voor naar Frank Sinatra, en er wordt gesproken over een (fictief) politie-mannenkoor (the NYPD choir)  dat Galway Bay zingt.

## Ontvangst
Het nummer bereikte na de release de tweede plaats in de UK Singles Chart. In Ierland stond het vijf weken lang op nummer 1. Hierna bleef het in het Verenigd Koninkrijk en Ierland onverminderd populair. Bij een stemming uitgevoerd door het Amerikaanse muzikale netwerk VH1 (2004) kwam het uit de bus als het beste kerstlied ooit. Sinds 2005 staat het elk jaar onafgebroken in de Britse single top-20. In 2013 werd het nummer in het VK met platina onderscheiden. In november 2015 waren er in het VK 1,18 miljoen kopieën van het nummer verkocht. Daarmee stond het op de negende plaats in de lijst van 20 best verkochte kerstsingles.
De tekst is daarnaast enigszins omstreden wegens het grove taalgebruik in een van de coupletten. In 2007 werd de tekst door BBC Radio 1 enigszins gecensureerd. Onder meer werden de woorden “faggot” en “slut” in deze aangepaste versie vervangen.

### Nationale Hitparade Top 100 / Mega Top 50
| Hitnotering: 29-12-2018 Hitnotering: 28-12-2019 Hitnotering: 02-01-2021 | Hitnotering: 29-12-2018 Hitnotering: 28-12-2019 Hitnotering: 02-01-2021 | Hitnotering: 29-12-2018 Hitnotering: 28-12-2019 Hitnotering: 02-01-2021 | Hitnotering: 29-12-2018 Hitnotering: 28-12-2019 Hitnotering: 02-01-2021 | Hitnotering: 29-12-2018 Hitnotering: 28-12-2019 Hitnotering: 02-01-2021 | Hitnotering: 29-12-2018 Hitnotering: 28-12-2019 Hitnotering: 02-01-2021 | Hitnotering: 29-12-2018 Hitnotering: 28-12-2019 Hitnotering: 02-01-2021 |
| Week:                                                                   | 1                                                                       |                                                                         | 2                                                                       |                                                                         | 3                                                                       |                                                                         |
| ----------------------------------------------------------------------- | ----------------------------------------------------------------------- | ----------------------------------------------------------------------- | ----------------------------------------------------------------------- | ----------------------------------------------------------------------- | ----------------------------------------------------------------------- | ----------------------------------------------------------------------- |
| Positie:                                                                | 80                                                                      | uit                                                                     | 74                                                                      | uit                                                                     | 84                                                                      | uit                                                                     |

### NPO Radio 2 Top 2000
| Nummer met noteringen in de NPO Radio 2 Top 2000 | '18  | '19  | '20  | '21  | '22  | '23 | '24 |
| ------------------------------------------------ | ---- | ---- | ---- | ---- | ---- | --- | --- |
| Fairytale of New York                            | 1341 | 1247 | 1222 | 1349 | 1250 | 252 | 577 |

1. ↑  Een vetgedrukt getal geeft de hoogste notering aan.
2. ↑  2018 was het eerste jaar met een notering voor dit nummer.